# The Box (film 2009)
The Box è un film del 2009 scritto e diretto da Richard Kelly, basato sul racconto Button, Button del 1970 scritto da Richard Matheson.

## Trama
Richmond, Virginia, 1976. Una coppia di giovani sposi, Norma e Arthur, riceve una piccola scatola di legno con un pulsante rosso da parte di uno sconosciuto che si presenta con il nome di Steward. Avranno ventiquattro ore di tempo per decidere se premere il pulsante o meno. Se lo premeranno, dice loro Steward, una persona che non conoscono morirà, ma riceveranno un milione di dollari; se non lo faranno, dovranno restituire la scatola senza che accada niente di particolare. La coppia, dopo una serie di disavventure, quali la perdita della possibilità di iscrivere il figlio a una scuola prestigiosa e l'impossibilità del marito all'essere ammesso al programma spaziale come astronauta, decide di premere il pulsante. Ricevono, come promesso, il denaro, ma la loro vita viene invasa da minacce e presenze inquietanti.
In realtà, Steward non è umano, ma un corpo che ospita una misteriosa entità aliena (il vero Steward è morto dopo essere stato colpito da un fulmine, durante la trasmissione dei dati dalla sonda Viking). L'essere alieno sta conducendo un esperimento sul genere umano, per testare la sua capacità di rinuncia ai propri desideri egoistici per il bene comune della specie: se gli umani continueranno a premere il pulsante, i "datori di lavoro" di Steward saranno costretti ad accelerare l'estinzione umana. Tutto questo viene però scoperto da Arthur e Norma, che hanno indagato sugli strani eventi che hanno vissuto.
Infine, posti di fronte al dilemma che uno dei due debba morire per salvare il figlio (reso sordocieco dagli alieni) o restare tutti e tre vivi con 1 milione di dollari, ma con il figlio in quelle condizioni, Norma accetta che Arthur le spari. In quel momento, in un'altra casa, di fronte alla scatola, una coppia decide di premere il pulsante. Nello stesso istante, Arthur spara e uccide Norma. Il figlio guarisce immediatamente e, all'arrivo della polizia, l'uomo viene fatto salire su una macchina del governo (che ha sempre saputo dell'esistenza di queste scatole, ma data la potenza degli alieni era di fatto impossibilitato a fermarli) e gli viene detto che tutto si aggiusterà. Durante il film, si scopre che ogni guaio capitato ai due è stato pilotato da esseri umani sotto l'influsso degli alieni, proprio per portare la coppia sull'orlo della povertà, in modo da fargli prendere in reale considerazione l'idea di premere o non premere il fatidico pulsante.

## Produzione
Il film si basa sul racconto Button, Button, scritto da Richard Matheson nel 1970 a sua volta tratto dal racconto fantastico Il mandarino scritto nel 1880 da José Maria Eça de Queiroz. Il racconto è stato utilizzato nel 1985 come trama de La pulsantiera, 50º episodio della prima stagione della serie televisiva Ai confini della realtà.

### Cast
Per portare il racconto di Matheson sul grande schermo, Richard Kelly ha ottenuto un finanziamento di 30 milioni di dollari dalla Media Rights Capital. La pre-produzione del film è iniziata nei primi mesi del 2007, a giugno Cameron Diaz ha ottenuto il ruolo principale di Norma Lewis, mentre ad ottobre si sono uniti al cast James Marsden, nel ruolo di Arthur, il marito di Norma, e Frank Langella nella parte di Steward.
James Marsden e Frank Langella avevano già lavorato insieme in Superman Returns.

### Riprese
Le riprese hanno avuto luogo principalmente a Boston e altre località del Massachusetts.

## Colonna sonora
La colonna sonora del film è originale ed è stata composta da Win Butler e Régine Chassagne degli Arcade Fire, con Owen Pallett.

## Promozione
Il trailer del film è accompagnato da "Hello Zepp", la colonna sonora del film Saw - L'enigmista.

## Distribuzione
La prima uscita del film è stata 29 ottobre 2009 in Australia. Nelle sale cinematografiche statunitensi è uscito il 6 novembre 2009, in 2.635 sale, aprendo con poco più di sette milioni e mezzo di dollari (una media di 2.873 $ per sala), e totalizzando complessivamente circa quindici milioni di dollari. Nel primo week-end di uscita si piazzò in sesta posizione, subendo la concorrenza di tre nuove uscite: A Christmas Carol (Robert Zemeckis) al n. 1, L'uomo che fissa le capre (Grant Heslov) al n. 3, Il quarto tipo (Olatunde Osunsanmi) al n. 4.
In Italia è stato distribuito dalla Lucky Red il 21 luglio 2010. Ha incassato 274.000 € nel primo week-end e 1.474.000 € complessivamente. Il DVD è stato distribuito, in Italia, da mercoledì 1º dicembre 2010 da Medusa Home Entertainment, più di un anno dopo dalla sua uscita nei cinema internazionali.
A livello mondiale ha incassato quasi 33 milioni di dollari.

### Edizione home video
È stato pubblicato in DVD e Blu-ray negli Stati Uniti il 23 febbraio 2010. Il film è stato anche appositamente pubblicato come download digitale.

## Differenze fra racconto e film
- Nel racconto non si parla di alieni.
- Nel racconto, alla fine il marito di Norma muore a causa della moglie che, spazientita, preme il pulsante.
- Nel racconto, la storia si svolge in unico ambiente, la casa di Norma e del marito.
- Nel racconto la coppia non ha figli.

## Premi
- Saturn Award
  - 2010: Nomination - Miglior film horror
  - 2010: Nomination - Miglior attore non protagonista a Frank Langella
- Visual Effects Society Awards[4]
  - 2010: Nomination - Migliori effetti speciali

## Citazioni
I ragazzi della scuola dove insegna Norma sono impegnati nella rappresentazione teatrale dell'opera No exit (A porte chiuse) di Jean-Paul Sartre. Il dramma ha unità di luogo, di tempo e di azione, e soltanto quattro personaggi, dei quali uno, il Valletto, appare per pochissimo tempo mentre gli altri tre sono costantemente presenti. I protagonisti, un uomo e due donne, si ritrovano chiusi in una stanza senza finestre né specchi e, dopo la paura iniziale, scoprono di essere chiusi lì con l'unico fine di torturarsi a vicenda con domande e commenti sulle loro vite e sulle loro miserie. Alla fine i personaggi scoprono che la porta è sempre stata aperta, ma non sono più in grado di fuggire perché prigionieri dei legami che hanno creato all'interno della stanza. A porte chiuse è la fonte di quella che è forse la più famosa frase di Sartre "L'inferno sono gli altri" (in francese "l'enfer, c'est les autres").